# Reclaim the Night

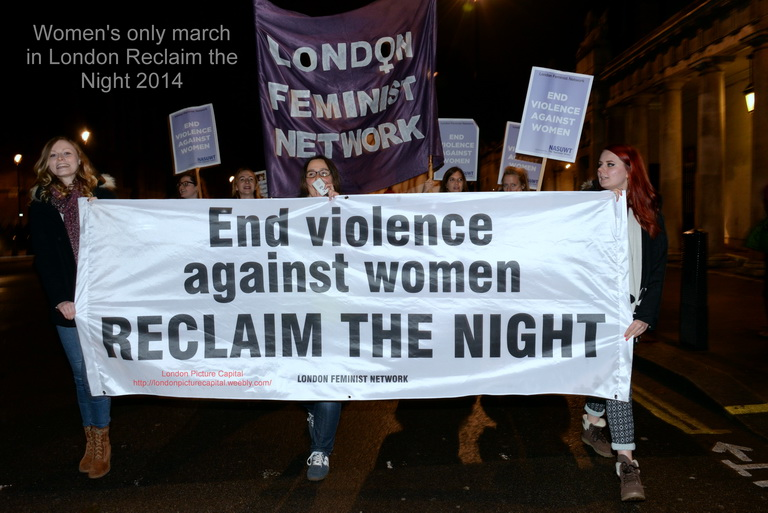
Marche féministe avec le slogan Reclaim the Night à Londres (22 novembre 2014).

 (août 2024).
Améliorez-le ou discutez des points à vérifier. 
Reclaim the Night est le slogan d'une marche féministe initiée en 1977 à Leeds, au Royaume-Uni, contre les violences sexistes et sexuelles envers les femmes.